# M12 (Belarus)
Die M 12 ist eine Fernstraße in Belarus. Sie führt von Kobryn in südlicher Richtung zur ukrainischen Grenze bei Malaryta.

## Verlauf
| 0 km  | Kobryn, M 1, M 10                                                                                          |
| 4 km  | Kreuzung der M 1 nach Brest und Minsk                                                                      |
| 12 km | Hajkouka                                                                                                   |
| 19 km | Abzweigung nach Nawasjolki                                                                                 |
| 30 km | Tscharnjany                                                                                                |
| 42 km | Abzweigung der R 17 nach Malaryta und Brest                                                                |
| 53 km | Makrany |
| 57 km | Grenzübergang Makrany-Domanowe, Fortsetzung in der Ukraine als M 19 über Luzk und Ternopil nach Czernowitz |